# Пабло Коуньяго
Пабло Коуньяго (ісп. Pablo Couñago, нар. 9 серпня 1979, Редондела) — іспанський футболіст, що грав на позиції нападника.

## Клубна кар'єра
Народився 9 серпня 1979 року в місті Редондела. Вихованець футбольної школи клубу «Сельта Віго». З 1997 року став виступати за резервну команду, а 1998 року для отримання ігрової практики був відданий в оренду в «Нумансію», у складі якої дебютував в Сегунді.
Коуньяго повернувся в «Сельту» в січні 1999 року, але так і не з'явився в Ла-Лізі в свій перший сезон в клубі. Через це на сезон 1999/00 роках він знову повернувся в Сегунду, знову будучи в оренді, але тепер у «Рекреатіво», після чого повернувся в Віго, але вкотре закріпитись у рідній команді не зумів, зігравши лише 8 матчів у Ла Лізі, при цьому всі його виступи були виходом на заміну.
Після вражаючої перемоги молодіжної збірної Іспанії над Англією на стадіоні клубу «Бірмінгем» — «Сент-Ендрюс», Коуньяго був підписаний іншим англійським клубом «Іпсвіч Таун» наприкінці весни 2001 року, оскільки його менеджер Джордж Берлі був на трибунах, спостерігаючи за його виступом. Гравець, який на той момент був без контракту, підписав документ на чотири роки. Дебютував за нову команду 18 серпня 2001 року в матчі з «Сандерлендом» (0:1). За підсумками першого ж сезону клуб вилетів з вищого дивізіону, але іспанець залишився в команді і загалом відіграв за команду з Іпсвіча чотири сезони своєї ігрової кар'єри. Більшість часу, проведеного у складі синіх", був основним гравцем атакувальної ланки команди, зігравши 99 матчів у чемпіонаті, в яких забив 32 голи.
Протягом 2005—2007 років захищав кольори команди клубу «Малага». У першому сезоні Коуньяго забив тричі в 27 матчах Ла Ліги, але андалусці фінішували на останньому місці в таблиці і вилетіли в Сегунду. У наступному році Коуньяго забив значно більше, 7 голів, але клуб не зміг повернутись до еліти.
13 липня 2007 року Коуньяго повернувся до «Іпсвіч Тауна», підписавши дворічну угоду. Цього разу провів у складі його команди три сезони. Граючи у складі «Іпсвіч Тауна» також здебільшого виходив на поле в основному складі команди, при цьому у дебютному сезоні 2007–08 він став найкращим бомбардиром команди з 12 голами. У сезоні 2010/11 грав на правах оренди за «Крістал Пелес», куди його теж запросив Джордж Берлі, а у червні 2011 року, у віці майже 32 років, Коуньяго став вільним агентом.
2012 року недовго пограв за в'єтнамський клуб «Донгтам Лонган», після чого того ж року перейшов у гонконзький «Кітчі», з яким виграв Кубок Гонконгу у сезоні 2012–13, при цьому саме Коуньяго забив єдиний гол у фінальній грі з клубом «Сунь Пегасус» (1:0).
У травні 2014 року, після сезону у Терсері з клубом «Чоко», Коуньяго відправився до Фінляндії, де спочатку виступав за клуб «Гонка», а потім «ПК-35 Вантаа».
Завершив професійну ігрову кар'єру у аматорських іспанських клубах «Алондрас» та «Чоко», де грав до 2018 року.

## Виступи за збірні
1995 року дебютував у складі юнацької збірної Іспанії (U-16). З командою до 20 років поїхав на молодіжний чемпіонат світу 1999 року, де з 5 голами (включаючи дубль у фіналі), разом із Махамаду Дісса, став найкращим бомбардиром турніру, а Іспанія вперше у своїй історії здобула золоті медалі чемпіонату. Загалом на юнацькому рівні взяв участь у 34 іграх, відзначившись 16 забитими голами.
Протягом 1999—2001 років залучався до складу молодіжної збірної Іспанії до 21 року. На молодіжному рівні зіграв у 15 офіційних матчах, забив 9 голів.
28 грудня 2006 року у складі збірної Галісії зіграв у товариському матчі проти національної збірної Еквадору (1:1).

## Титули і досягнення

### Командні
- Володар Кубка Інтертото (1):

«Сельта Віго»: 2000
- Володар Кубка Гонконгу (1):

«Кітчі»: 2012–13
- Чемпіон світу (U-20): 1999

### Особисті
- Найкращий бомбардир молодіжного чемпіонату світу 1999 року(5 голів)